# Hugolin z Gualdo Cattaneo
Blahoslavený Hugolin z Gualdo Cattaneo (asi 1200, Gualdo Cattaneo – 1. ledna 1260, Gualdo Cattaneo) byl augustiniánský poustevník. Katolická církev jej uctívá jako blahoslaveného.

## Život a kult
Narodil se asi roku 1200 v Gualdo Cattaneo. Byl poustevník který vedl hluboký a přísný duchovní život, jeho den byl plný v modlitbě, mlčení a v práci. V dokumentu z roku 1348 biskup Spoleta Bartolus, napsal že je blahoslaveným, představený a laický zakladatel poustevny Svatého Jana v Onteriu (poblíž Gualda). Byl duchovním vůdcem skupiny poustevníků a jeho poustevna spadala pod jurisdikci benediktinského opatství v Subiacu. Podepisoval se jako Ugolino Michele “de Mevania” (Bevagna). Zemřel 1. ledna 1260 ve své poustevně.
Po jeho smrti byl pohřben se vší úctou a jeho hrob se stal poutním místem kde se děli mnohé zázraky. Před koncem 15. století byli jeho ostatky přeneseny do kostela Ss. Antonio e Antonino. V těchto letech byl uctíván lidmi jako světec.
Jeho kult byl vždy známý a roku 1483 byl jeho svátek určen na 1. ledna, na den jeho smrti. Hlavním autorem životopisu je učenes ze 17. století, Ludovico Iacobilli. Dne 12. března 1919 byl papežem Benediktem XV. uznán jeho kult.